# Spartina patens
Spartina patens là một loài thực vật có hoa trong họ Hòa thảo. Loài này được (Aiton.) Muhl. miêu tả khoa học đầu tiên năm 1817.

## Hình ảnh

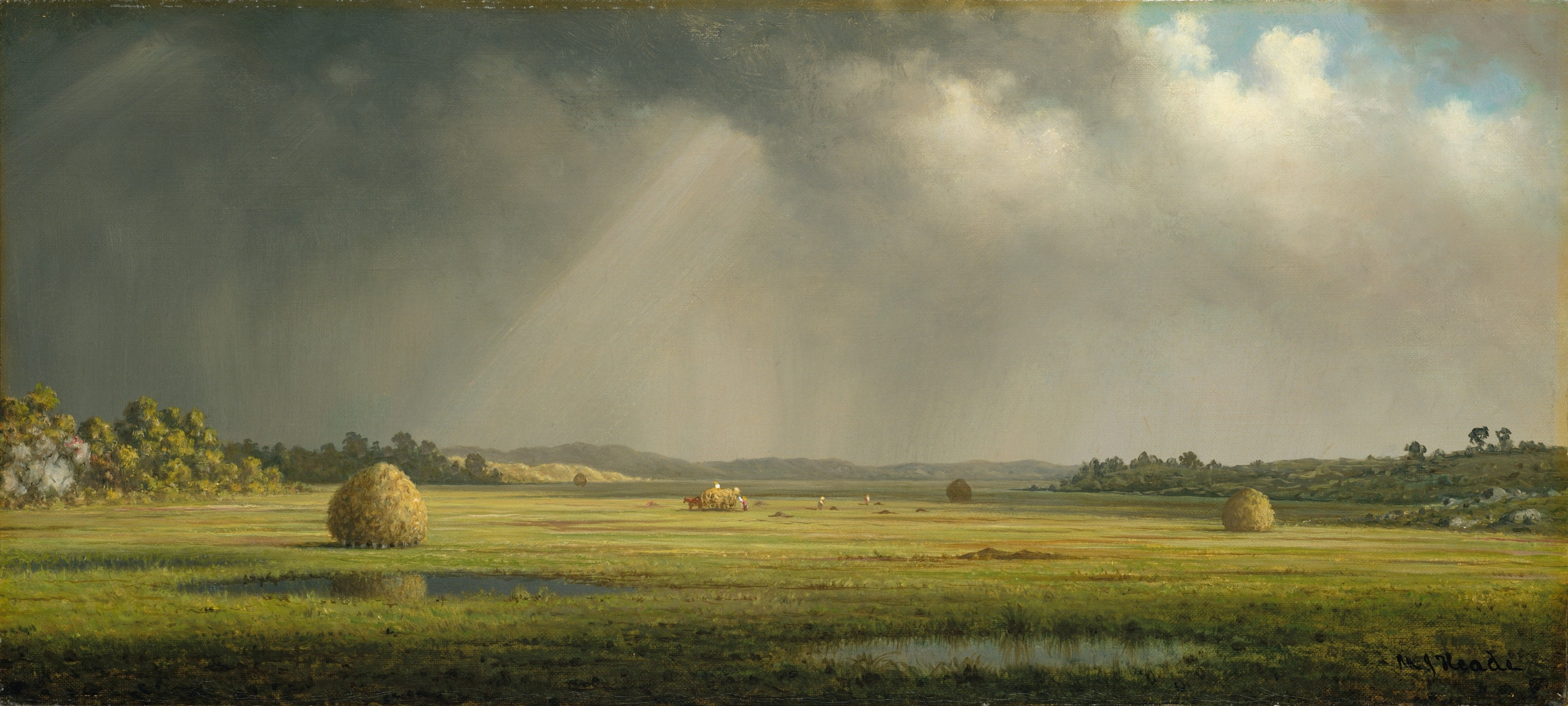
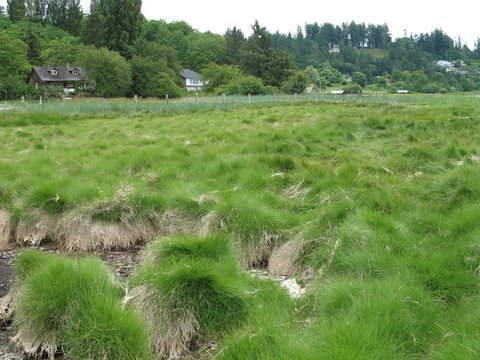
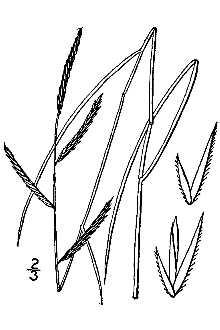
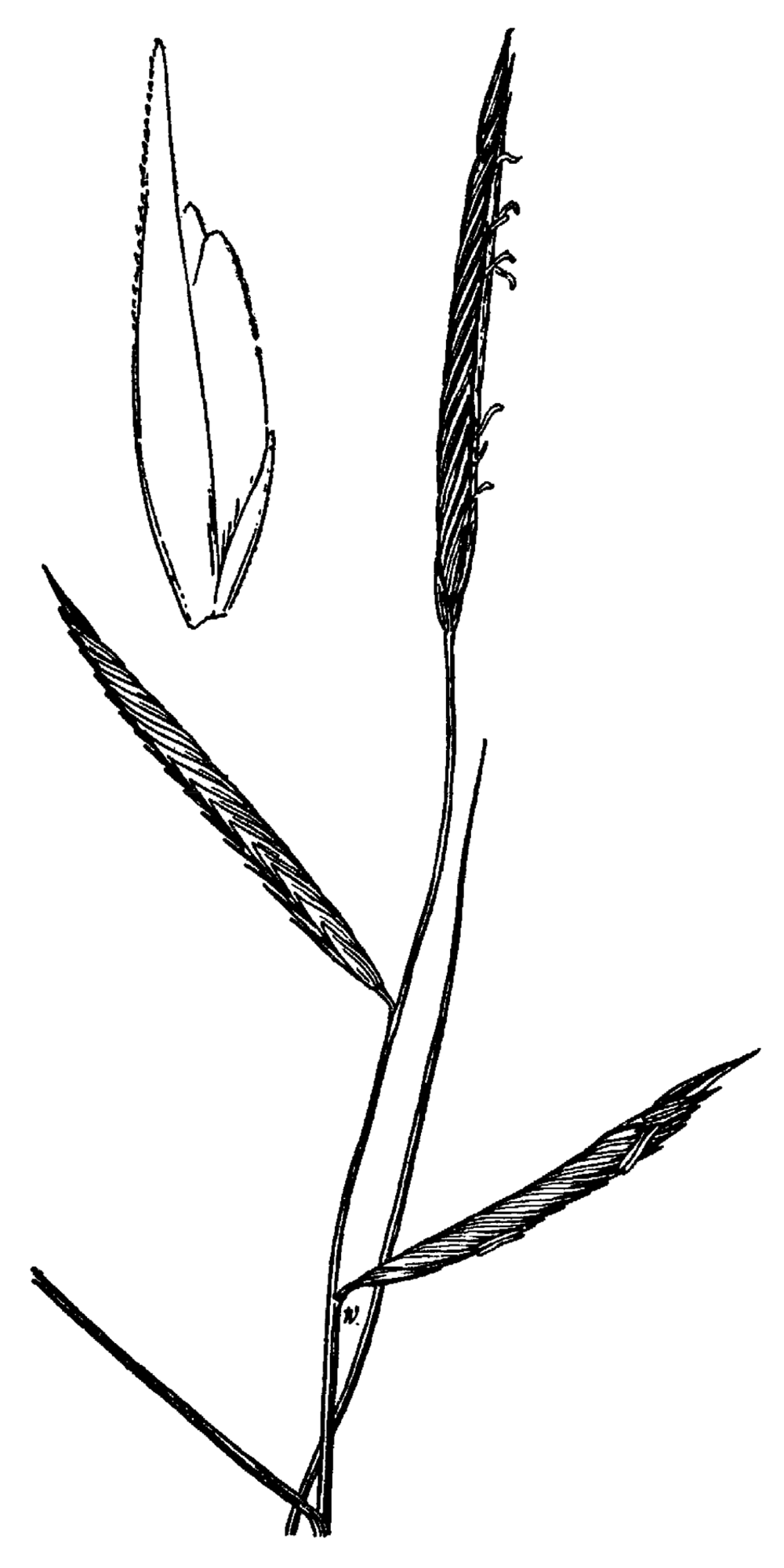